# 121 Hermione
Hermione (asteroide 121) é um asteroide da cintura principal com um diâmetro de 209 quilómetros, a 2,97877398 UA. Possui uma excentricidade de 0,13841549 e um período orbital de 2 348,04 dias (6,43 anos).
Este asteroide recebeu este nome em homenagem à personagem Hermíone da mitologia grega.

## Descoberta
Este asteroide foi descoberto em 12 de Maio de 1872 por James C. Watson.

## Órbita
Hermione tem uma velocidade orbital média de 16,0185393 km/s e uma inclinação de 7,59975684º.

## Satélite
Hermione possui um satélite, que foi descoberto em 2002, através do telescópio Keck II. O mesmo tem cerca de 13 km (8 milhas) de diâmetro. O satélite é designado provisoriamente de S/2002 (121) 1. Ele ainda não foi oficialmente nomeado, mas o nome "Lafayette" foi proposto por um grupo de astrônomos, em referência à fragata usado em segredo pelo Marquês de Lafayette para chegar à América para ajudar os insurgentes.